# FP-45 Liberator
A FP-45 Liberator é uma pistola fabricada pelos militares dos Estados Unidos durante a Segunda Guerra Mundial para uso pelas forças de resistência em territórios ocupados. A Liberator nunca foi emitida para tropas americanas ou outras tropas aliadas, e há poucos casos documentados da arma sendo usada para o propósito pretendido; embora os destinatários pretendidos, irregulares e combatentes da resistência, raramente mantivessem registros detalhados devido aos riscos inerentes se os registros fossem capturados pelo inimigo. Poucas pistolas FP-45 foram distribuídas conforme o planejado e a maioria foi destruída pelas forças aliadas após a guerra.

## História do projeto

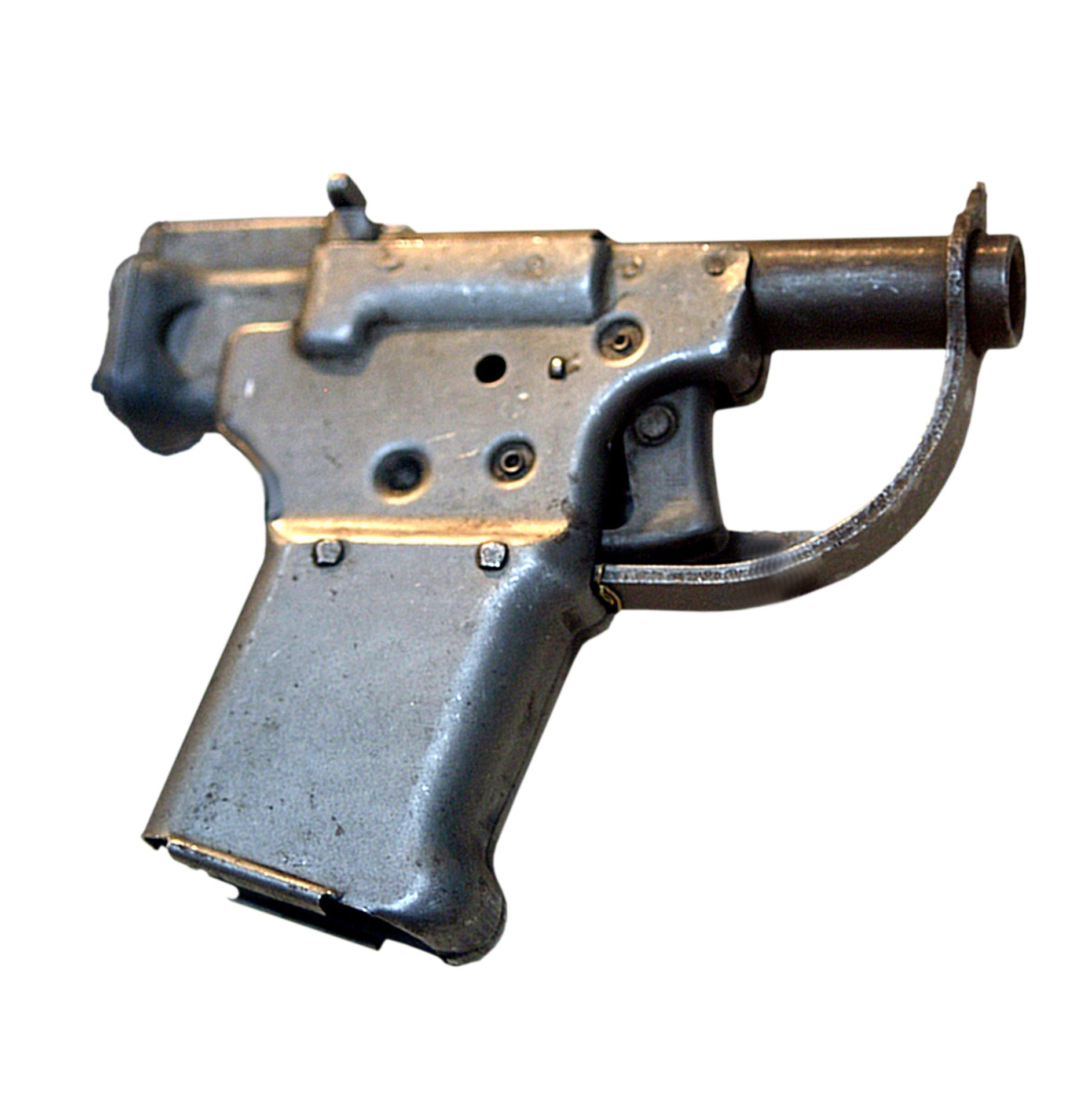
A pistola americano FP-45 Liberator.

O conceito foi sugerido por um adido militar polonês em março de 1942. O projeto foi atribuído ao Comitê Conjunto de Guerra Psicológica do Exército dos EUA e foi projetado para o Exército dos Estados Unidos dois meses depois por George Hyde, da Divisão de Manufatura Interna da General Motors Corporation, em Dayton, Ohio. A produção foi realizada pela Guide Lamp Division da General Motors para evitar conflitos prioritários com a produção da Inland Division da carabina M1. O exército designou a arma como Flare Projector Caliber .45, daí a designação FP-45. Isso foi feito para disfarçar o fato de que uma pistola estava sendo produzida em massa. Os desenhos de engenharia originais rotularam o cano como "tubo", o gatilho como "manga", o percussor como "haste de controle" e o guarda-mato como "chave de boca". A fábrica da Guide Lamp Division em Anderson, Indiana, montou um milhão dessas armas. O projeto Liberator levou cerca de seis meses desde a concepção o final da produção, com cerca de 11 semanas de tempo real de fabricação, feito por 300 trabalhadores.

## Projeto

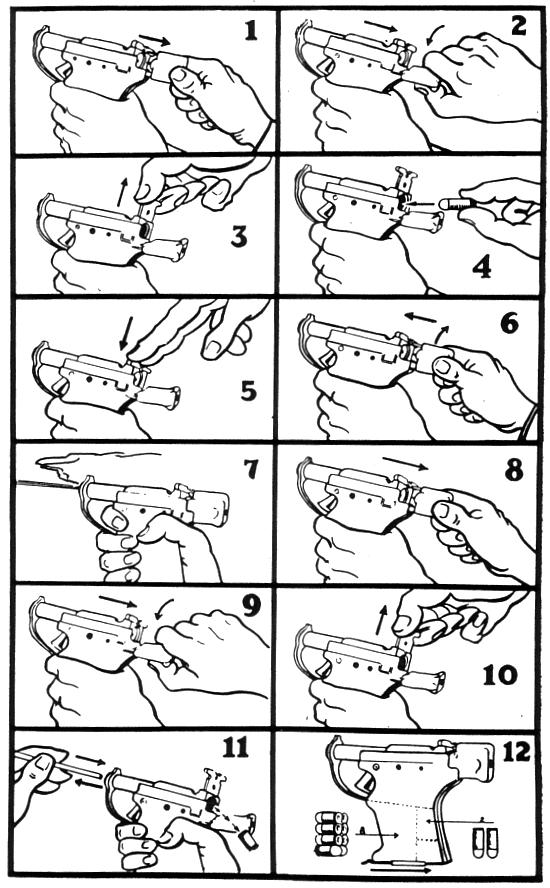
Manual de instruções da FP-45

A FP-45 era uma pistola de tiro único projetada para ser produzida em massa de forma barata e rápida. Tinha apenas 23 peças de aço amplamente estampadas e torneadas, baratas e fáceis de fabricar. Ela tinha câmara para o cartucho de pistola .45 ACP e tinha um cano não estriado. Devido a essa limitação, foi planejada para uso de curto alcance, de até 5 m. Seu alcance efetivo máximo era de apenas cerca de 7,6 m. A uma distância maior, a bala começaria a cair e se desviar do curso. O custo original de entrega do FP-45 foi de $ 2,10 por unidade (equivalente a $ 38 em 2022), dando-lhe o apelido de "pistola Woolworth". Cinco cartuchos de munição podiam ser armazenados no cabo da pistola.

## Uso durante a guerra
A Liberator foi enviada em uma caixa de papelão com 10 cartuchos de munição .45 ACP, uma cavilha de madeira para remover o estojo vazio do cartucho e uma folha de instruções em forma de história em quadrinhos mostrando como carregar e disparar a arma. A Liberator era uma arma grosseira e desajeitada, nunca destinada ao serviço de linha de frente. Foi originalmente planejada como uma arma de insurgência para ser lançada em massa atrás das linhas inimigas para combatentes da resistência em território ocupado. Um combatente da resistência deveria recuperar a arma, aproximar-se sorrateiramente de um ocupante do Eixo, matá-lo ou incapacitá-lo e recuperar suas armas.
Foi fabricada sob o prefixo "FP" e referida na documentação oficial como uma "pistola sinalizadora". A pistola era valorizada tanto por seu efeito de guerra psicológica quanto por seu desempenho real em campo. Acreditava-se que se grandes quantidades dessas armas pudessem ser entregues em território ocupado pelo Eixo, isso teria um efeito devastador no moral das tropas de ocupação. O plano era derrubá-los em quantidades tão grandes que as forças de ocupação nunca poderiam capturá-los ou recuperá-los todos. Esperava-se que o pensamento de milhares dessas armas não recuperadas potencialmente nas mãos dos cidadãos dos países ocupados tivesse um efeito deletério no moral do inimigo.
A equipe do general Dwight D. Eisenhower nunca viu a praticidade em lançar em massa a Liberator sobre a Europa ocupada e autorizou a distribuição de menos de 25.000 do meio milhão de pistolas FP-45 enviadas à Grã-Bretanha para a resistência francesa. Os generais Joseph Stilwell e Douglas MacArthur também não se entusiasmaram com a outra metade das pistolas programadas para envio ao Pacífico. O Exército então entregou 450.000 Liberator ao Office of Strategic Services (OSS), que preferiu fornecer armas mais eficazes aos combatentes da Resistência em ambos os teatros sempre que possível.
O uso francês da FP-45 permanece sem documentos, no entanto, existe um relato em primeira mão de um assassinato com um FP-45 do policial militar alemão Niklaus Lange. Ele afirmou que havia milhares em circulação na França ocupada. O OSS distribuiu algumas para as forças de resistência gregas em 1944. A maioria das pistolas enviadas para a Grã-Bretanha não foi distribuída e, posteriormente, despejada no mar ou derretida para sucata.
Cem mil pistolas FP-45 foram enviadas para a China em 1943, mas o número realmente distribuído permanece desconhecido. Algumas foram distribuídas ao Exército da Commonwealth das Filipinas, Polícia das Filipinas e combatentes da resistência.